# Fergie (sanger)
Fergie, (født som Stacy Ann Ferguson 27. marts 1975), er sangerinde i musikgruppen Black Eyed Peas.
Fergie debuterede i Black Eyed Peas i 2003 på albummet Elephunk, som var Black Eyed Peas gennembrudsalbum.

## Opvækst og privatliv
Hun blev født i Hacienda Heights, Californien, som barn af Terri og faderen Patrick. Tre år senere fik hun lillesøsteren Dana. Kort efter blev hendes far og mor dog skilt, hvorefter Stacy og Dana fik stedfaren Steve.
Da den 8-årige Stacy blev castet til Kids Incorporated, manglede hun begge fortænder. Producenterne mente dog, at hun var perfekt til serien, og hyrede hende.
Unge Stacy blev hurtig populær og fik job som model og skuespillerinde. Hendes første job som skuespiller gjorde dog ikke brug af hendes udseende, idet hun skulle lægge stemme til Sally i en række Radiserne-film og -tv-serier.
I dag er hun gift med Las Vegas-skuespilleren Josh Duhamel.

## Musikkarriere
Som ganske ung var Stacy Ferguson medlem af en pigetrio Wild Orchid, der udgav to album.
I 2003 blev hun medlem af hiphop gruppen Black Eyed Peas, og de udgav samme år det første album med Fergie, Elephunk. Den blev en kæmpesucces med mange hits, især de numre, som Fergie var meget med i, blandt andet "Where Is the Love" med Justin Timberlake.
I 2005 udgav Black Eyed Peas så deres andet album med Fergie, hvor Fergie var ment som hovedfigur i gruppen. De havde nogle store hits som "Don't Phunk With My Heart" og "Pump It", men det absolut største hit blev "My Humps" hvor Fergie spillede player i musikvideoen og legede rundt med resten af bandmedlemmerne.
Efter nogle år med stor succes med Black Eyed Peas begyndte Fergie at tænke på et soloalbum. Det betød ikke, at hun ville forlade gruppen, men hun havde bare lyst til at lave sin egen plade som kom til at hedde The Dutchess. Albummet gav hende flere hits, blandt andet "Big Girls Don't Cry", "Fergalicious" og "London Bridge".
Efter soloprojektet vendte Fergie tilbage til Black Eyed Peas og indspillede et nyt album med gruppen, der i 2009 har givet hits som "Boom Boom Pow", "I Gotta Feeling" og "Meet Me Halfway".
I 2017 udgiver hun albummet Double Dutchess.

## Diskografi
Album
- The Dutchess (2006)
- Double Dutchess (2017)

Med Black Eyed Peas
- Elephunk (2003)
- Monkey Business (2005)
- The E.N.D (2008)
- The Beginning (2010)

Singler
- "London Bridge" (2006)
- "Fergalicious" (2006)
- "Glamorous" (2007)
- "Big Girls Don't Cry" (2007)
- "Clumsy" (2007)
- "A Little Party Never Killed Nobody (All We Got)" (2013)

## Filmografi
Fergie har medvirket i en lang række film og tv-shows:
- Nine (2009) – Saraghina
- Poseidon (2006) – forsanger i band, Gloria
- Grindhouse (2007) – Tammy
- Great Pretenders (1999, tv-serie) – Vært
- Chartbusters (1986) – Stacy
- Kids Incorporated: Rock In the New Year (1986) – Stacy
- Monster in the Closet (1986) – Lucy
- Snoopy's Getting Married, Charlie Brown (1985) – Sally Brown (stemme)
- Kids Incorporated (1984-1989, tv-serie) – Stacy
- It's Flashbeagle, Charlie Brown (1984) – Sally Brown (stemme)
- Charlie Brown and Snopy Show (1983, tv-serie) – Sally Brown (stemme)